# Джон Фенн
Джон Беннет Фенн (15 червня 1917 року, Нью-Йорк, США — 10 грудня 2010, Ричмонд, Вірджинія) — американський хімік-аналітик, професор, лауреат Нобелівської премії з хімії 2002 року.

## Біографія
Джон Фенн народився у Нью-Йорку. У 1937 році закінчив Береа коледж в Кентуккі, а потім захистив дисертацію в Єльському університеті в 1940 році.
Наступні 12 років працював у різних компаніях — «Монсанто», «Шарплес», «Експериментс, Інк.», Потім 10 років керував дослідницьким проектом для американського військово-морського флоту в Принстонському університеті. Тут же згодом став професором аерокосмічних наук.
У 1967 повернувся в Єльський університет, щоб викладати і займатися дослідженнями, де і залишався професором до 1984 року, коли вийшов у відставку.
Перед виходом Фенна у відставку в 1983 році у Нью-Хейвені було на його честь влаштовано конференцію, яку назвали «Fennfest» — святом Фенна.
Фенн залишався в Єлі як заслужений професор до 1994 року, після чого став професором Вірджинського федеративного університету.
Читав лекції в Трентському університеті (Італія), Токійському університеті, в дослідницькому інституті в Бангалорі (Індія) та Китайській академії наук у Пекіні.
Джон Фенн помер 10 грудня 2010 року в штаті Вірджинія в віці 93 років.

## Наукова діяльність
Метод мас-спектрометрії має безліч модифікацій і широко застосовується в хімічних, біохімічних, технічних, екологічних та інших дослідженнях, однак його не можна було використовувати для аналізу «важких» молекул. Слід було застосувати його для вивчення структури біологічних макромолекул. При мас-спектральному методі м'якої іонізації («електроспрей»), про який Фенн повідомив в 1984 році, вода випаровується із заряджених крапельок розчину білка. Залишаються лише вільні іони частинок білка, маси яких можна визначити, відрегулювавши їх рух і вимірюючи час польоту на відому відстань.
Метод електроспрея виник не на порожньому місці. Його ідея виникла ще в 1917 році у дослідженнях фізика Джона Зелені (John Zeleny), а принцип розвинув М. Доул (M. Dole) у 1968 році. Повідомлення самого Фенна з'явилося одночасно з публікацією про застосування такої ж методики ленінградськими дослідниками М. Л. Александровим, Л. М. Галле, В. М. Красновим, В. І. Ніколаєвим, В. А. Павленко та В. А. Шкуровим.
Образно кажучи, Фенн, перевівши важкі органічні молекули в газову фазу, щоб можна було визначити їх молекулярну масу в мас-спектрометрі, «змусив слона літати».
У результаті використання методу «електроспрея» принципові зміни зазнав аналіз фармацевтичних препаратів — у поєднанні з рідинним очищенням, метод електроспрея дає можливість аналізувати сотні зразків на добу. Технологія дозволяє піддавати контролю та виробництво харчових продуктів на різних стадіях. Тим самим, змінюючи режим, можна уникнути присутності в їжі шкідливих домішок.
Крім того Фенн, написав книгу «Машини та ентропія» — термодинамічний буквар, а також автобіографічний нарис «Дослідження в ретроспективі: біографія мандрівного хіміка».

## Нагороди
У 2002 році Фенн розділив половину Нобелівської премії з К. Танака «за розвиток методів ідентифікації і структурного аналізу біологічних макромолекул, за розвиток методів м'якої десорбційної іонізації для мас-спектрального аналізу біологічних макромолекул». Друга половина премії була присуджена К. Вютріху.